# フランクリン (空母)
フランクリン（USS Franklin, CV/CVA/CVS-13, AVT-8）は、アメリカ海軍の航空母艦。エセックス級航空母艦としては8番目に就役した。艦名はベンジャミン・フランクリンに由来し、その名を持つ艦としては5隻目。
「ビッグベン（Big Ben）」の愛称で呼ばれ、第二次世界大戦で何度も損傷を受けながらも戦い抜いた艦のひとつである。特に、1945年3月19日の九州沖航空戦において日本海軍爆撃機の空襲により大破、辛うじて沈没を免れ、アメリカ本国に帰還したエピソード（後述）は、1949年の戦争映画『機動部隊』、1956年の『不沈母艦サラトガ』でも描かれている。

## 就役
「フランクリン」はバージニア州ニューポート・ニューズのニューポート・ニューズ造船所で1942年12月7日に起工し、1943年10月14日にミルドレッド・H・マカフィー少佐によって命名、1944年1月31日にジェームズ・J・シューメイカー艦長の指揮下で就役した。艦の乗員の中には当時徴兵されていたプロミュージシャンのサクシー・ドーウェルやディーン・キンケードがおり、艦のバンドメンバーであったが彼らはくじによって「フランクリン」に配属されていた。
「フランクリン」はトリニダード島へ調整航海を行い、第27.7任務群に配属。演習訓練に参加のためサンディエゴへ向けて出航した。6月には第58.2任務群の一部となり、エニウェトク環礁へ向けて真珠湾経由で出港した。なお、この時までに艦橋の改装工事（前方の40mm機銃座の撤去および艦橋容積の拡張）を受けるとともに、迷彩塗装を左舷のみ変更している。

## 小笠原、マリアナ諸島攻略

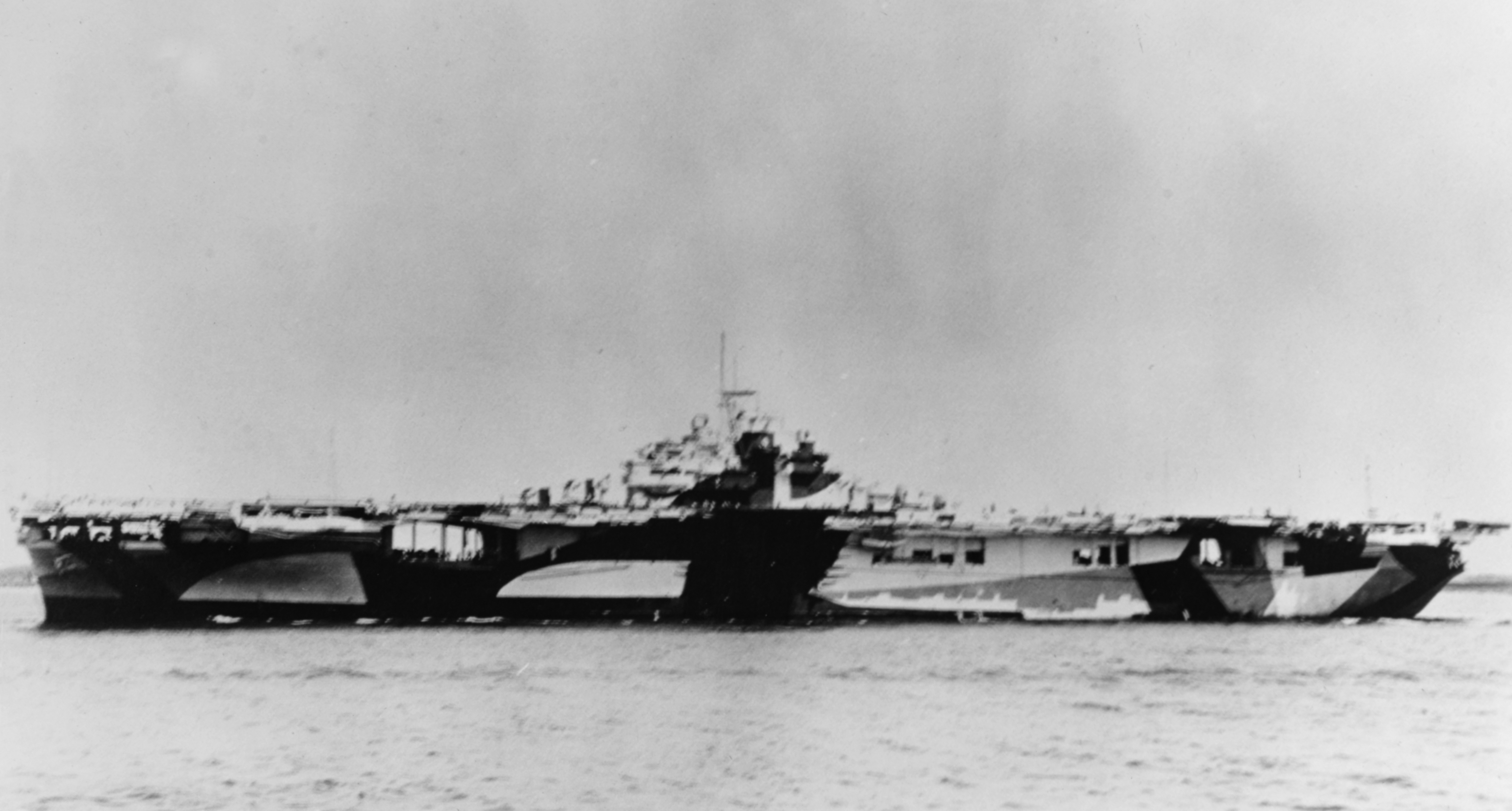
1944年5月の艦影

1944年6月末、「フランクリン」は小笠原諸島攻略部隊に配属される。同部隊はマリアナ諸島攻略部隊の支援部隊であった。7月4日に硫黄島、父島、母島に対する攻撃が始められ、「フランクリン」の艦載機は対地攻撃を行い、港に停泊する大型輸送艦を撃沈、三隻の小型船舶を破壊した。
7月6日に「フランクリン」はグアムとロタ島に対する攻撃を行う。第一陣攻撃部隊の安全な上陸を可能とするために21日まで直接攻撃を継続した。サイパンで二日間の補給を受け、第58機動部隊と行動を共にし、パラオへの偵察写真撮影と航空攻撃を行う。「フランクリン」の艦載機は25日と26日に作戦活動を行い、敵機および地上建造物、船舶への打撃を与えた。7月28日には部隊を離れサイパンへ向かい、第58.1任務群に配置転換される。
8月4日には再び小笠原諸島に対して攻撃を行う。「フランクリン」の艦載機は父島、弟島の無線所、水上機基地、応急滑走路、船舶に対して攻撃を行った。
8月9日から28日までエニウェトクで休養した後、「フランクリン」は空母「エンタープライズ (USS Enterprise, CV-6) 」「ベロー・ウッド (USS Belleau Wood, CV-24) 」および「サン・ジャシント (USS San Jacinto, CV-30) 」と共に出発。8月31日から9月2日まで「フランクリン」は多くの対地攻撃、二隻の貨物船を撃沈、敵機を多数撃墜し、写真調査も行った。

## ペリリュー島攻略
9月4日、「フランクリン」はサイパンで補給を受け、ヤップ島攻略（9月3日 - 6日）を行う第38.1任務群の一部として出港した。15日にはペリリュー島攻略のために航空支援を行い、同部隊は9月21日から25日までマヌス島で補給を受けた。
「フランクリン」は第38.4任務群の旗艦としてパラオ海域へ戻り、連日偵察機と夜間戦闘機を飛行させる。10月9日、レイテ島攻略のための空母部隊と合流する。

## 台湾沖航空戦、レイテ沖海戦

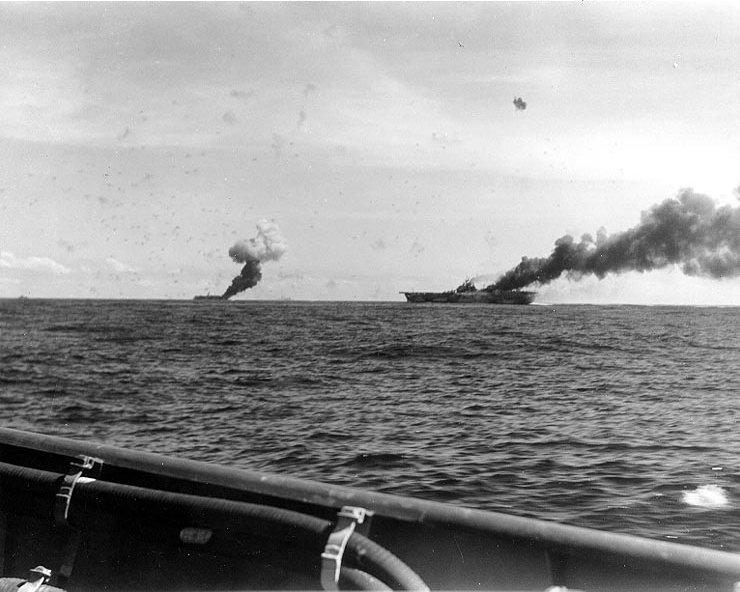
1944年10月30日、「ベロー・ウッド」とともに特攻機の突入を受ける

10月13日早朝、台湾への航空攻撃を実施していた際、4機の爆撃機による攻撃を受けた。「フランクリン」は二発の魚雷をかろうじて回避したが、敵機のうち一機は体当たりを試みた。敵機は後部デッキに衝突し、艦橋と飛行甲板を横切り船体右舷の海上に落下した。プロペラでデッキの数箇所が削られ、一部の対空火器は一時的に使用不能となったが、損害は軽微だった。
14日午前、「フランクリン」の艦載機はアパリ、ルソンへの攻撃を行う。レイテ島攻略に先立って敵の抵抗を一掃するためであった。15日にマニラ地域の敵飛行場への航空攻撃を実施していた際、日本海軍機三機による攻撃を受け、そのうち一機はサイドエレベーター付近に爆弾を命中させた。3名が死亡し22名が負傷、3機の飛行機が損傷を受けた。格納庫内でガソリン火災が起きたが、すぐに消火された。「フランクリン」は作戦行動を継続し、10月19日にはマニラ湾で敵艦を多数撃沈、乾ドックと11機の航空機も破壊した。

レイテ島上陸作戦初期の10月20日に、「フランクリン」の艦載機は周囲の臨時滑走路を攻撃し、敵部隊の探索を行った。10月24日の午前におけるシブヤン海の戦いでは、栗田健男中将率いる第一遊撃部隊に対し攻撃部隊を発進させ、ルソン南方で戦艦「武蔵」および駆逐艦「若葉」の撃沈に貢献し、戦艦「扶桑」および「山城」等にも攻撃を加えた。
10月30日にはレイテ島に上陸した米軍に対する支援作戦任務に従事したが、サマール島東側海域にて、ルソン島の海軍航空基地から出撃した神風特別攻撃隊の複数の特攻機の攻撃を受け、一機の爆装零戦が飛行甲板に突入した。衝撃と爆発が広範囲の構造上の損傷を引き起こし、格納庫に大規模の火災を発生させた。しかしちょうど格納庫に爆弾や魚雷が置いておらず誘爆が発生しなかったことも幸いし、適切な消火活動により二時間半で鎮火に成功した。なお、別の爆装零戦一機は、軽空母「ベロー・ウッド」に体当たりして同艦を損傷させた。
「フランクリン」は中破し、アメリカ本土での修理が必要となった。まず応急修理のため「ベロー・ウッド」とともにウルシー泊地へ帰還し、11月28日にピュージェット・サウンド海軍工廠へ向かった。その間の11月7日に艦長がレスリー・H・ゲーレス大佐へ交替した。
このように「フランクリン」は二十日足らずの間に三度損傷し、特に10月30日の被害はこれまで米海軍の艦が被った損害（沈没した艦は除く）のうち最も深刻なものであった。

## 日本本土攻撃
ピュージェット・サウンド海軍工廠で修理と対空火器の増設等の改修を受け、「フランクリン」は1945年1月26日に活動を再開した。訓練演習の後2月2日にブレマートンを出港、沖縄上陸支援のための日本本土攻略部隊、58.2任務群（ラルフ・デヴィソン少将指揮）に加わる。3月15日に同部隊に合流し、任務群の旗艦となる。三日後の3月18日に九州南部、鹿児島と出水に対する攻撃を始めた。この日、鹿屋基地に司令部を置いていた第五航空艦隊（司令長官：宇垣纏中将）は、その指揮下にある各航空隊（四式重爆撃機「飛龍」の雷撃機型装備の陸軍雷撃隊二個飛行戦隊を含む）を投入し、全力で第58任務部隊（高速空母機動部隊）に対する迎撃を開始する。

### 1945年3月19日
九州沖航空戦2日目の1945年3月19日の夜明け前、「フランクリン」は僚艦と共に多数の艦上機を載せて神戸港攻撃に向け前進し、高知県の海岸から50マイルの距離にまで接近していた。6時57分、第二次攻撃隊の出撃準備を開始した。その直後の7時8分頃、突如、日本機一機が雲を抜け低空で接近し、緩降下爆撃で二発の徹甲爆弾を投下した。被害分析によれば、投下された爆弾は250kg（または、500kgとする資料もある）だったとされる。
この日本機については陸上爆撃機「銀河」と推定されているが、艦上爆撃機・彗星三三型とする資料もある。もし「銀河」だとすれば第五航空艦隊指揮下の第762海軍航空隊所属機、「彗星」（彗星三三型）だとすれば同じく第五航空艦隊指揮下の第701海軍航空隊所属機であったと推測される。この機の接近については、7時5分に僚艦「ハンコック (USS Hancock, CV-19) 」が正体不明の双発機の目撃情報として第58任務部隊に報告を挙げ、「フランクリン」にも直接放送して注意喚起していた。
それにもかかわらず被弾を許してしまった経緯について、空母「ヨークタウン (USS Yorktown, CV-10) 」に搭乗していたジョン・ジグラーは「『フランクリン』の乗員はこの機を友軍機と勘違いして接近を許してしまい、『ヨークタウン』が無線で機の国籍を確認するよう要請したものの、『フランクリン』は友軍機と信じて疑わず、そうしているうちに爆弾が落ち轟音がこだました」と証言している。

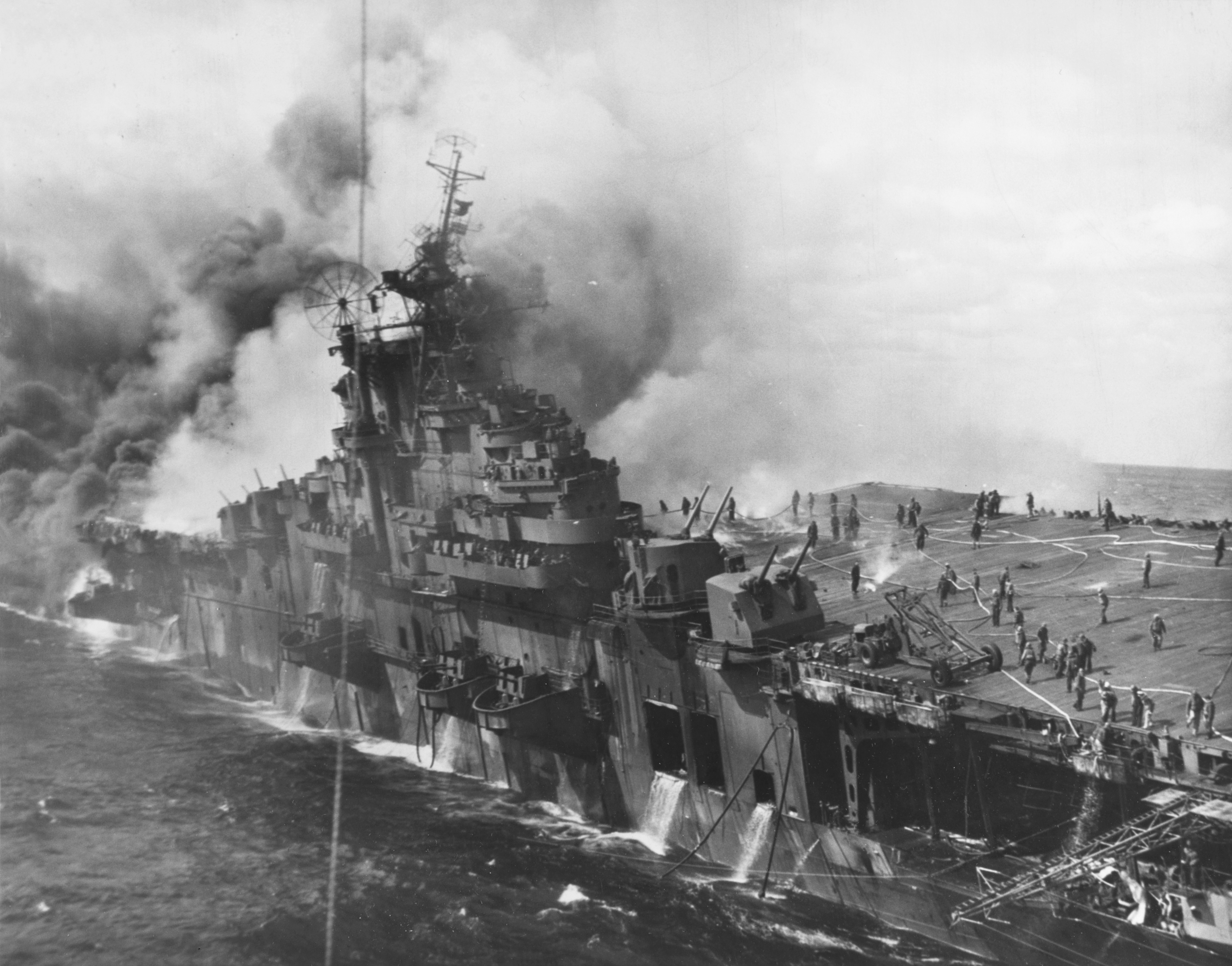
炎上するフランクリン

この日本機は爆弾を投下した直後、「フランクリン」の対空砲火または上空哨戒のF6F戦闘機によって撃墜され、空中で爆発・四散して破片を「フランクリン」の甲板上に撒き散らした。しかし命中させた爆弾二発はいずれも大被害をもたらすこととなった。一発は飛行甲板中央部を貫通し、格納庫床の第1甲板に張られた装甲に跳ね返った直後に爆発したが、この爆発で第1甲板の装甲板には8×12フィート (2.4×3.6 m) の穴が開き、爆弾の破片は第1甲板下の酒保などを破壊し、第2甲板まで達して破孔を生じさせた。前部エレベーターが30cmほど持ち上がり、格納庫の二～三層で火災が発生、戦闘司令所および飛行司令所にもダメージを与えた。
もう一発は飛行甲板後部を貫通して第二層を突き破り、格納庫内の航空機に当たって爆発した。格納中の5機のF4U戦闘機を炎上させ、搭載していた地上攻撃用のティニー・ティムロケット弾が誘爆し、さらに第1甲板に3か所の穴を開けた。そのうちのひとつは第2と第3甲板をも貫通し居住区を破壊して、最深部の第4甲板に破孔を生じさせている。さらに、飛行甲板上には爆弾やロケット弾、機銃弾や燃料を満載した多数の艦載機が並んで出撃待機していたため、甲板上でも次々と誘爆を引き起こした。爆撃および誘爆による艦載機の損失は、F4U-1コルセア戦闘機32機、TBMアベンジャー雷撃機15機、SB2Cヘルダイバー急降下爆撃機7機、F6Fヘルキャット戦闘機5機、合計59機にのぼる。
さらに12時54分頃、一機の彗星三三型と見られる日本機一機が出現して右舷から攻撃を試みたが、投下された爆弾は艦から少し離れた海面に落下して炸裂し、被害は出なかった。

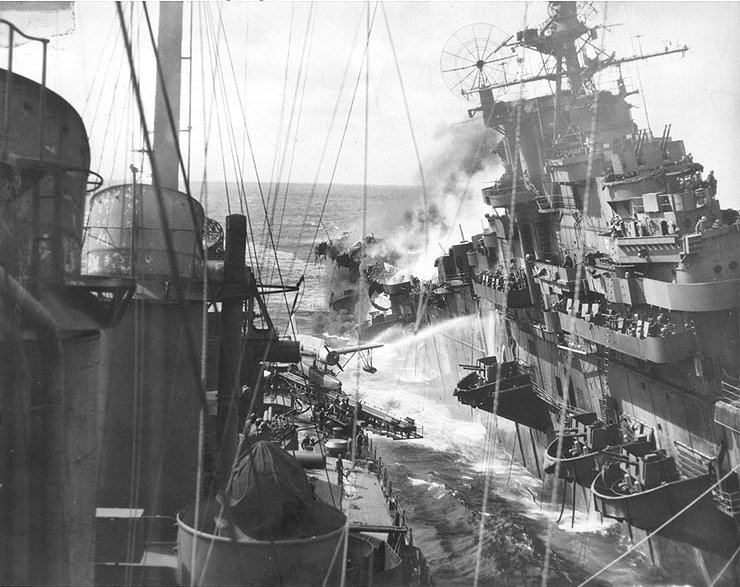
軽巡洋艦「サンタフェ」が消火・救助にあたる

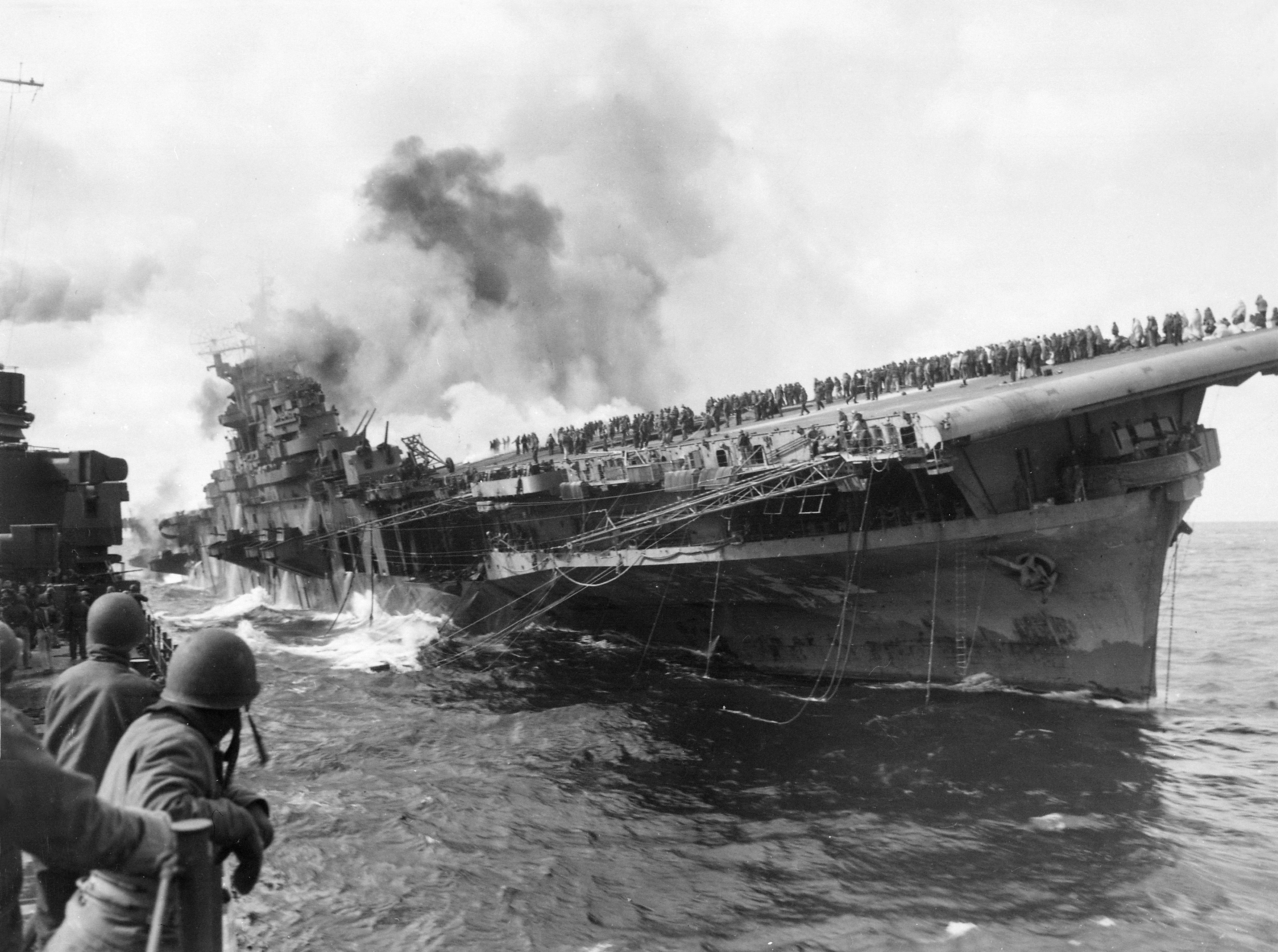
同じくサンタフェから撮影

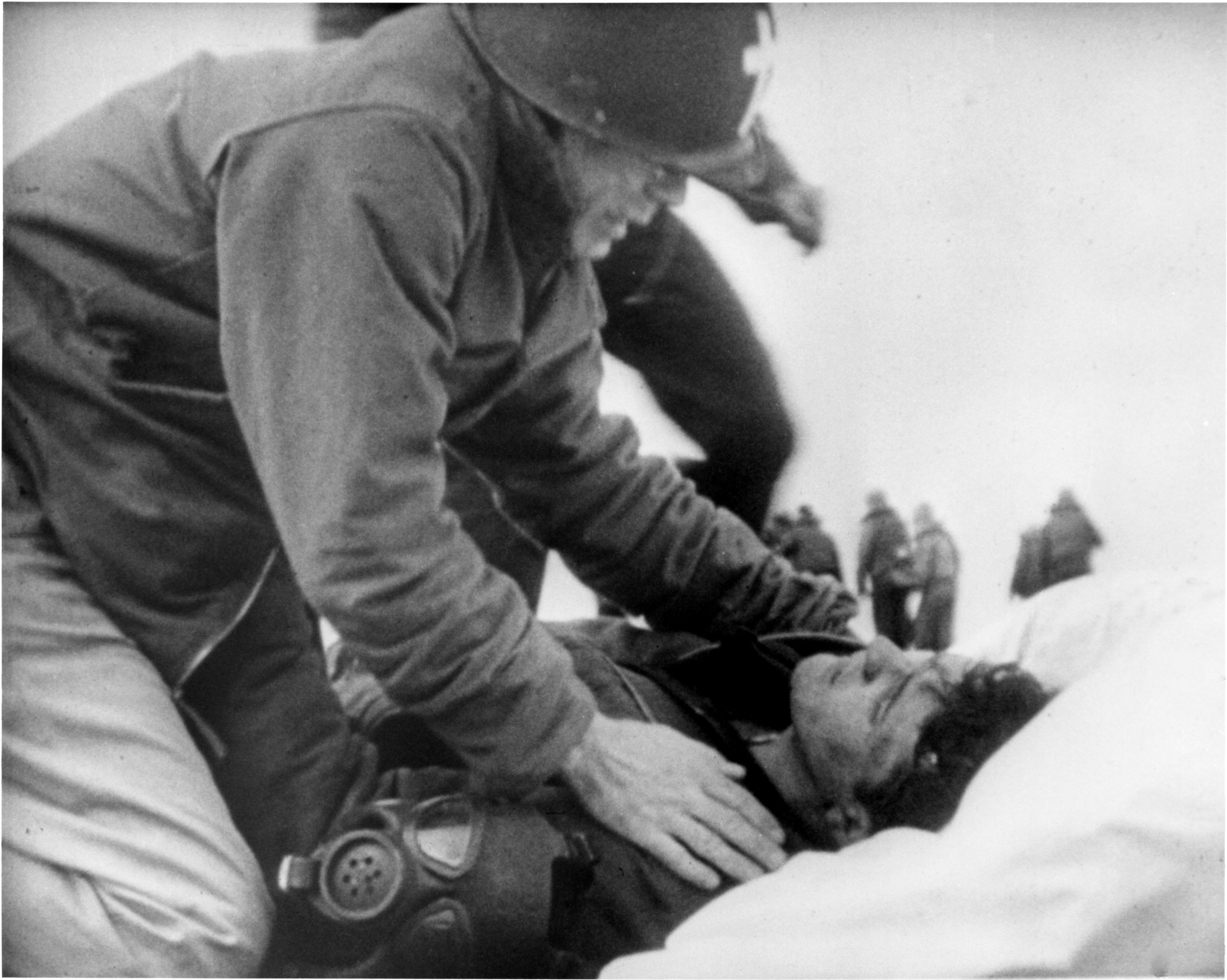
負傷者を救護するオハラハン従軍神父

「フランクリン」は右舷に傾斜し、艦尾が沈下した。傾斜は最大で13度に達した。火災により艦首を除く上部構造物は全損に近い損害を受けた。無線通信が不能となり、旗艦としての機能も麻痺したため、第58.2任務群の指揮官ラルフ・デヴィソン少将およびオブザーバーとして乗り込んでいたジェラルド・ボーガン少将は艦橋から吊り下げ型救命ブイで駆逐艦「ミラー(USS Miller, DD-535) 」に移乗した。艦を離れる際、ゲーレス艦長に対し、艦の放棄も含めた決断を委ねた。しかしデッキの下にまだ多数の人員が残っていたこと、航海長らより「まだ放棄すべきではない」と進言があったこともあり、消火・救助活動を続行して本国へ回航することが決まった。
この日の「フランクリン」の被害は過去に沈んだ米空母と比較しても空前の惨状であったが、それでも沈むことはなく、エセックス級空母の頑強さを証明することとなった。爆弾の爆発やロケット弾の誘爆で第1甲板の装甲は広範囲で歪んでいたが、水密性、格納庫デッキ下の重要区画については大きな被害はなく、装甲板により防護されていた。4つの機関室にも浸水や火災はなかった。
死傷者数については資料によって異なり、サミュエル・モリソンは『太平洋戦争アメリカ海軍作戦史』の中で戦死者724名、負傷者265名としている。ジョセフ・A・スプリンガーは「公式統計」を引用し、戦死者807名、負傷者少なくとも487名というより高い数字を提示している。この差は、航空隊員や海兵隊員、同乗していたジャーナリスト等の民間人、あるいは負傷によりかなり後に死亡した者を含むかどうかによる。いずれにせよこの人的損失は真珠湾攻撃で爆沈した戦艦「アリゾナ」に次ぐものであり、生存者達の献身的な作業がなければさらに増加していたと考えられる。
「ヨークタウン」艦長に就任する予定だったアーノルド・J・イズベル大佐を含め、乗組員の多くが攻撃およびその後の火災で戦死したが、数百名の士官と兵員は艦を救おうと必死の作業を行った。従軍神父のジョセフ・T・オハラハン中佐は消火・救助作業を指揮し、誘爆の危険があった弾薬を処理した。またドナルド・A・ゲイリー大尉は300名が閉じこめられたコンパートメントを発見し、出口から彼らを救うための作業を繰り返した。続いてゲイリー大尉は格納庫デッキで消火作業を行い、艦の出力を上げるために第3ボイラー室に入って危険な作業に勇敢に立ち向かった。後日、オハラハン中佐とゲイリー大尉への名誉勲章をはじめ、21の海軍十字章と26のシルバースターが乗組員に対し授与された。

### 本国への帰還
ゲーレス艦長の決定を受け取ったデヴィソン少将は、「フランクリン」の消火・救助活動のために可能な限りの援助を申し出た。
第58.2.9任務隊が急遽編成され、大型巡洋艦「アラスカ (USS Alaska, CB-1) 」および「グアム (USS Guam, CB-2) 」、重巡洋艦「ピッツバーグ (USS Pittsburgh, CA-72) 」、軽巡洋艦「サンタフェ (USS Santa Fe, CL-60) 」、それに3個駆逐隊がこれに続いた。自力航行できるようになるまで他の艦が曳航することになり、14時頃には「ピッツバーグ」の牽引のもと、ウルシー泊地に向け出発した。
その後も日本軍の攻撃は続いた。3月19日14時35分頃、3月20日の14時52分頃、さらに21日の11時51分頃にも日本海軍軍機が接近したが、「フランクリン」の対空火器および友軍機により撃退した。ただし、3月20日の日本海軍機(彗星三三型と見られる)による爆撃は、攻撃自体は至近弾に終わったものの、フランクリン自体や護衛艦艇は、その日本海軍機を対空砲火によって撃墜することはできなかった。また、友軍機による迎撃も間に合わなかったため、その日本海軍機は離脱・退避に成功し、第二国分基地に帰投して、搭乗員のペアは同基地の上官に「エセックス級空母を爆撃して損傷させた」と報告したという(九州沖航空戦時の701空の戦闘詳報の3月20日のページに、この時の戦果報告が記載されており、また、米軍側のこの日の戦闘報告書にも、「フランクリンに対して爆撃を行なった日本軍機を撃墜した」とは記載されていない)。。
艦内の火災は3月22日朝にようやく完全に鎮火し、「フランクリン」は3月24日にウルシー泊地に到着、さらに14ノット (26 km/h) の速度で真珠湾に到着し応急処置を行った。その後、自力でニューヨークのブルックリン海軍工廠へ向かい、4月28日に到着して修理が開始された。到着の際、乗組員の艦内での復旧作業に関する論争が生じた。ゲーレス艦長は火災を避けて海に飛び込んだ乗員達を「艦を放棄した」として非難した。
ウルシー泊地への帰路において、艦に留まったとされる704名をゲーレス艦長は「ビッグ・ベン704クラブ」のメンバーであると宣言した。しかしながら実際には艦に留まったのは約400名であった。
ゲーレス艦長の采配ぶりについては、強引で独裁的であるとして前々から非難も挙がっていた。「フランクリン」が応急処置のため真珠湾に到着した際も、現地の手順では民間人の港湾誘導員が艦に乗り込んでドックまで誘導することになっていたが、ゲーレス艦長は「自分が艦を連れて行く」と言って断った。結局、速度を出しすぎたため「フランクリン」をドックの壁に衝突させてしまった。

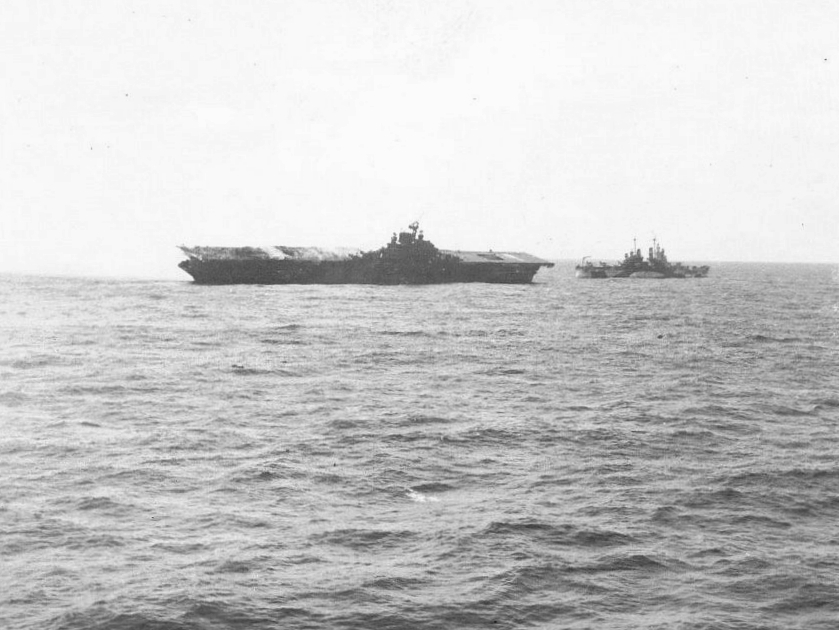
「ピッツバーグ」に曳航される「フランクリン」
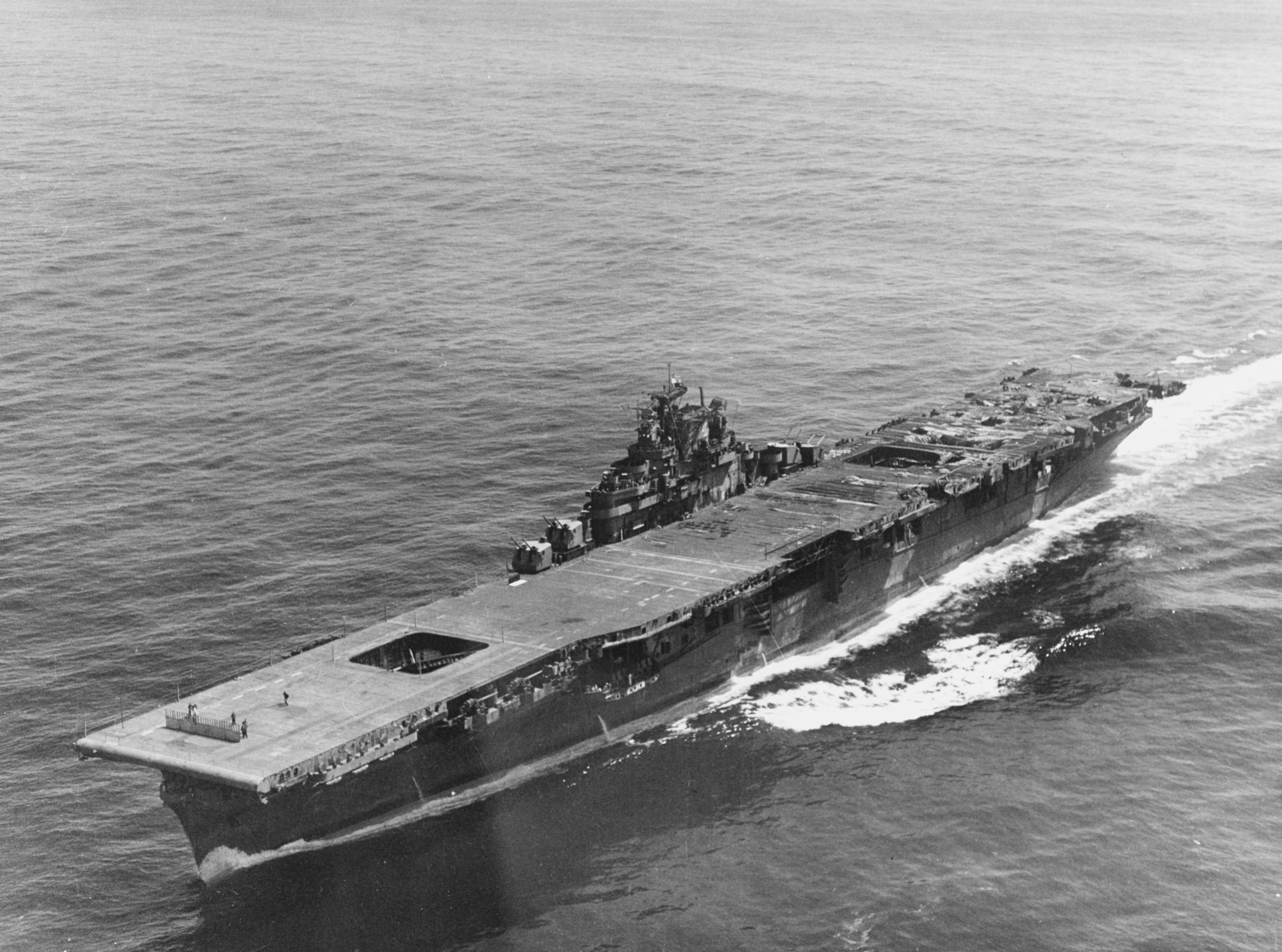
自力で本国へ向かう（1945年4月26日撮影）
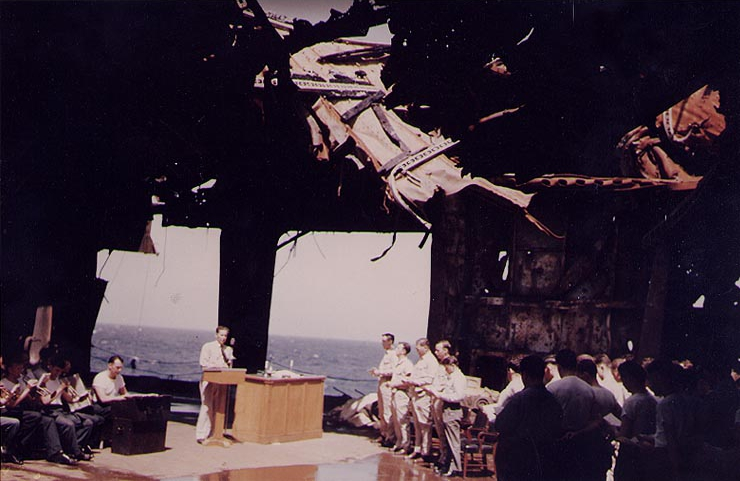
帰国途上、格納庫で礼拝行事を行う
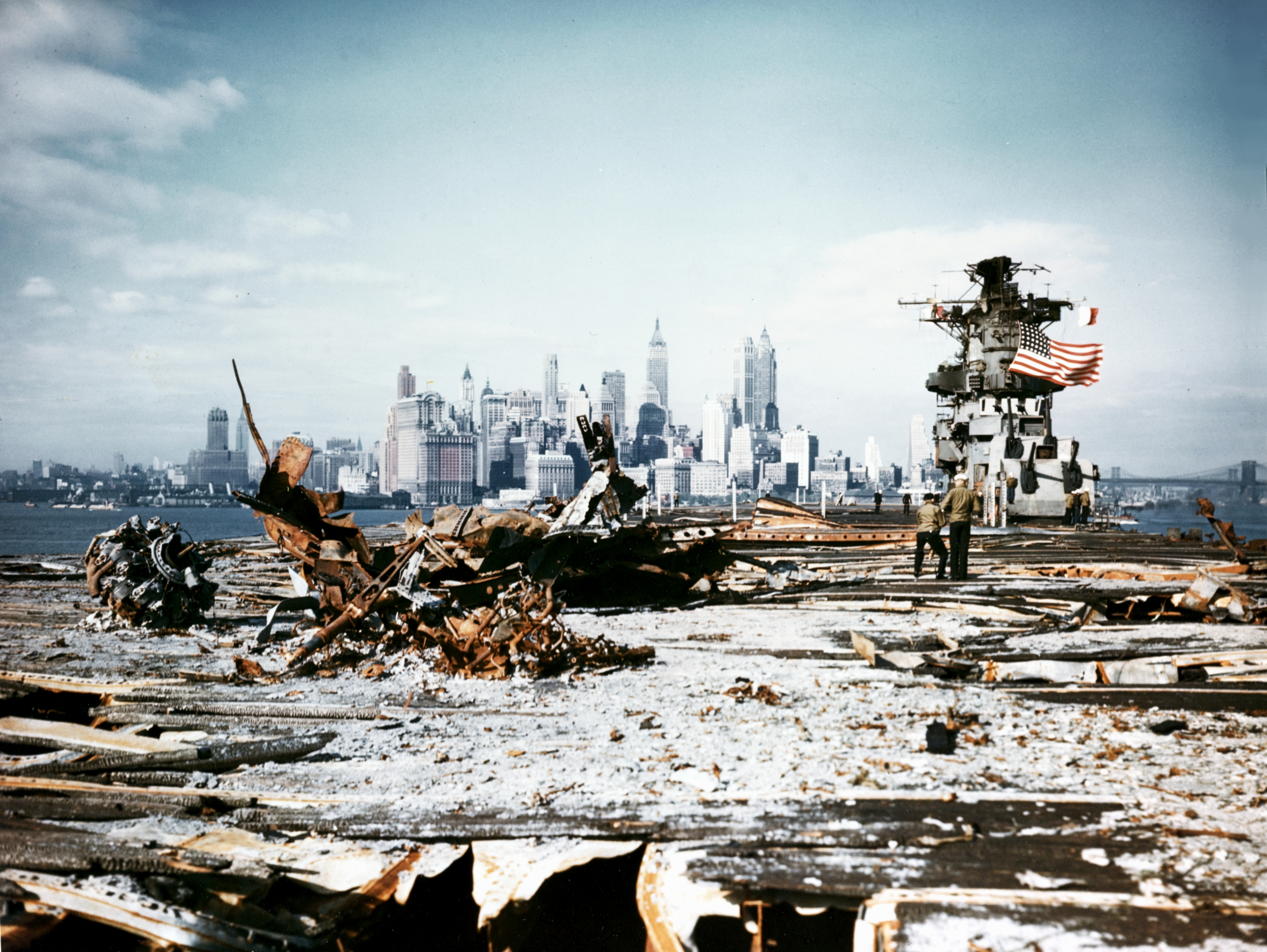
4月28日、ニューヨークに到着

## 戦後

### 予備役編入

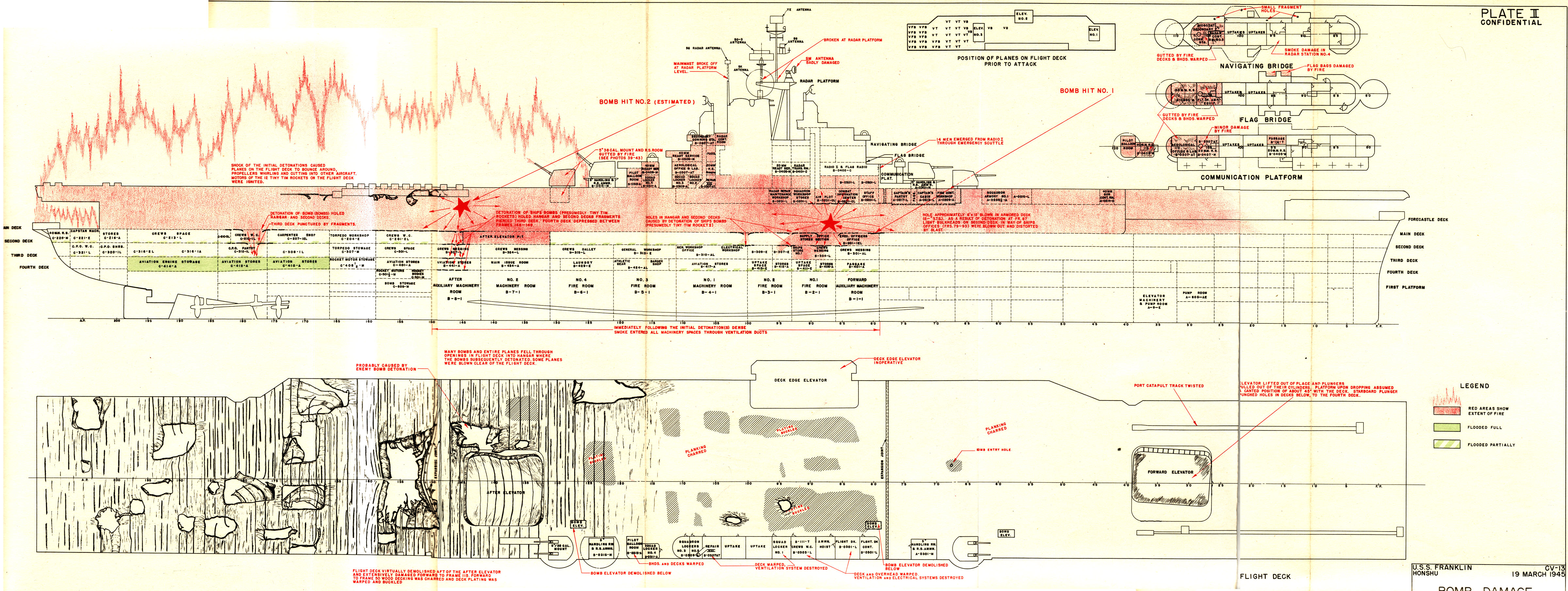
損傷状況のレポート

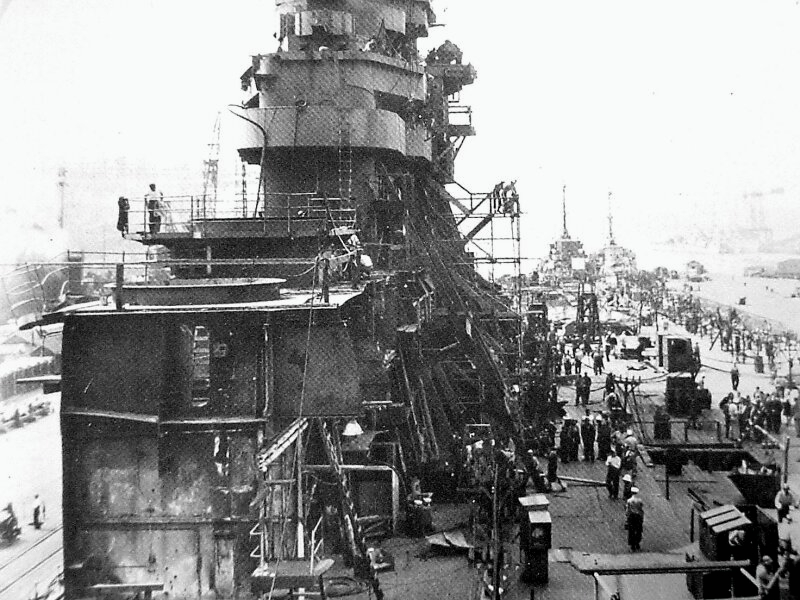
修理中の「フランクリン」。左前方の構造物（連装砲の台座）が元々飛行甲板のあった高さ

「フランクリン」は飛行甲板など上部構造物の大半を撤去・再構築する大規模な修理が必要となり、修理中に終戦を迎えた。海軍記念日には一般公開されている。なお、修理中の1945年6月21日にはボイラー室で火災事故（損害軽微）、1946年5月14日には炭酸ガス漏出事故（死者2名）が発生している。
1946年4月、修理が完了に近づき、第4艦隊に配属が決まり整調航海が待たれていたところに、「フランクリン」を予備艦隊である第16艦隊に移す旨の通知が来た。大戦終結に伴う海軍縮小のためであり、他の同型艦の多くも同じように予備役に編入されていった。修理は1946年6月14日に完了したが、そのまま予備役となり、1947年2月17日よりニュージャージー州ベイヨンでモスボール処理のうえ保管された。
「フランクリン」はその後、現役復帰や改装が一切なされなかった。これは同型艦の「バンカー・ヒル (USS Bunker Hill, CV-17) 」も同様である。両艦とも大戦中に大破して復帰が間に合わなかったという共通点はあるが、損傷は首尾よく修復され良好な状態にあり、核攻撃任務を視野に入れた徹底的な大改装（"Ultimate" Reconstruction）の候補として温存されていた。しかしながら改装の実施は見送られ、結局は立ち消えとなってしまった。
この計画がしばらく残っていたため、SCB-27等の改装対象から外され、現役に復帰することもなかった。もっともSCB-27改装のための調査は行われており、1950年8月には「予備役のなかでも状態がとりわけ良い艦であり、改装費用は他の艦に比べ少なく済む」と評価されている。
「フランクリン」は1952年10月1日に攻撃航空母艦（CVA-13）、1953年8月8日に対潜水艦戦支援空母（CVS-13）、1959年5月15日に航空機輸送艦（AVT-8）へと艦種変更されたがいずれも形式的なもので、結局は保管状態のままであった。
1959年1月には、同型艦「ヴァリー・フォージ (USS Valley Forge, CVA-45) 」が飛行甲板を損傷し、早急に修復するため飛行甲板左前方30×90フィート (9.1×27.4 m) の部分を保管中の「フランクリン」から移植することになった。「ヴァリー・フォージ」に提供した甲板部分には、「フランクリン」を記念して銅製の飾りが取り付けられた。

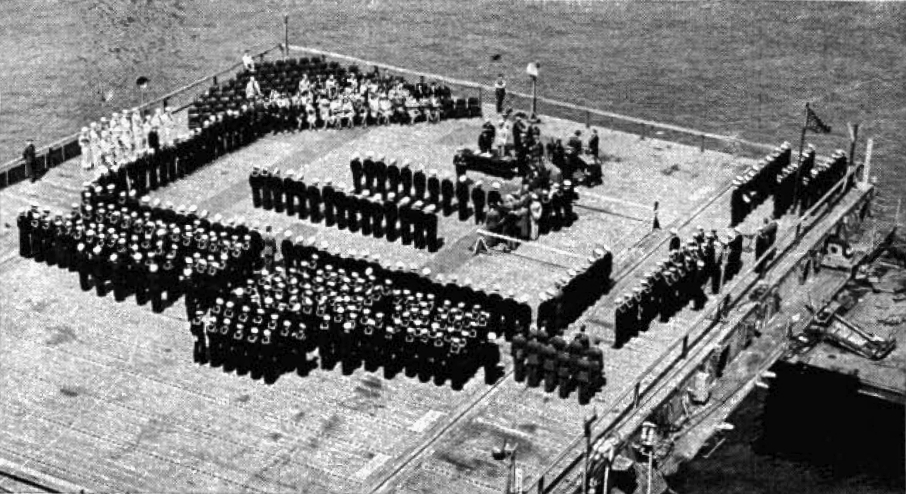
消火・救助活動に対する表彰式が艦上で行われる
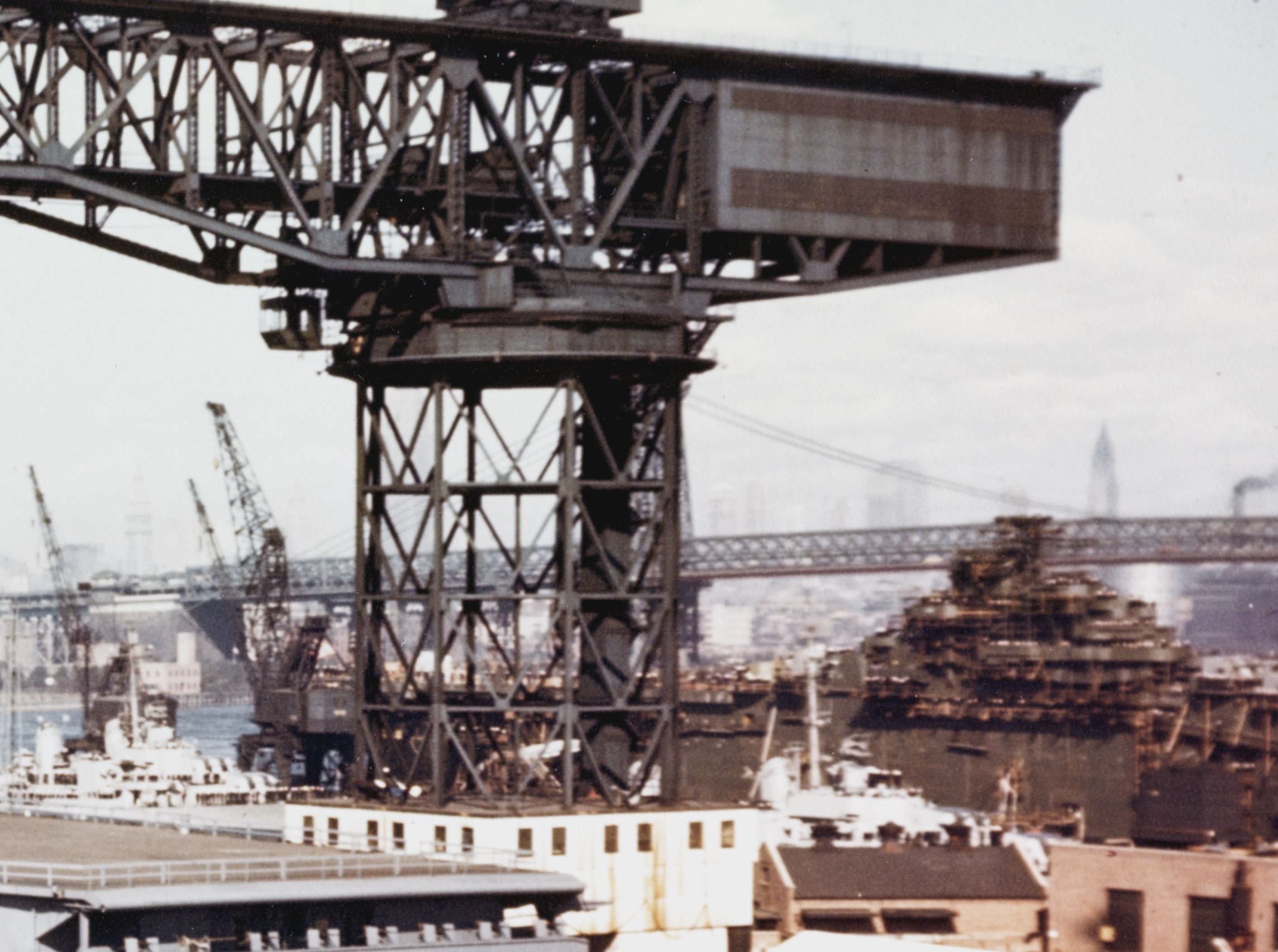
1945年10月27日（海軍記念日当日）に撮影。まだ修理中である
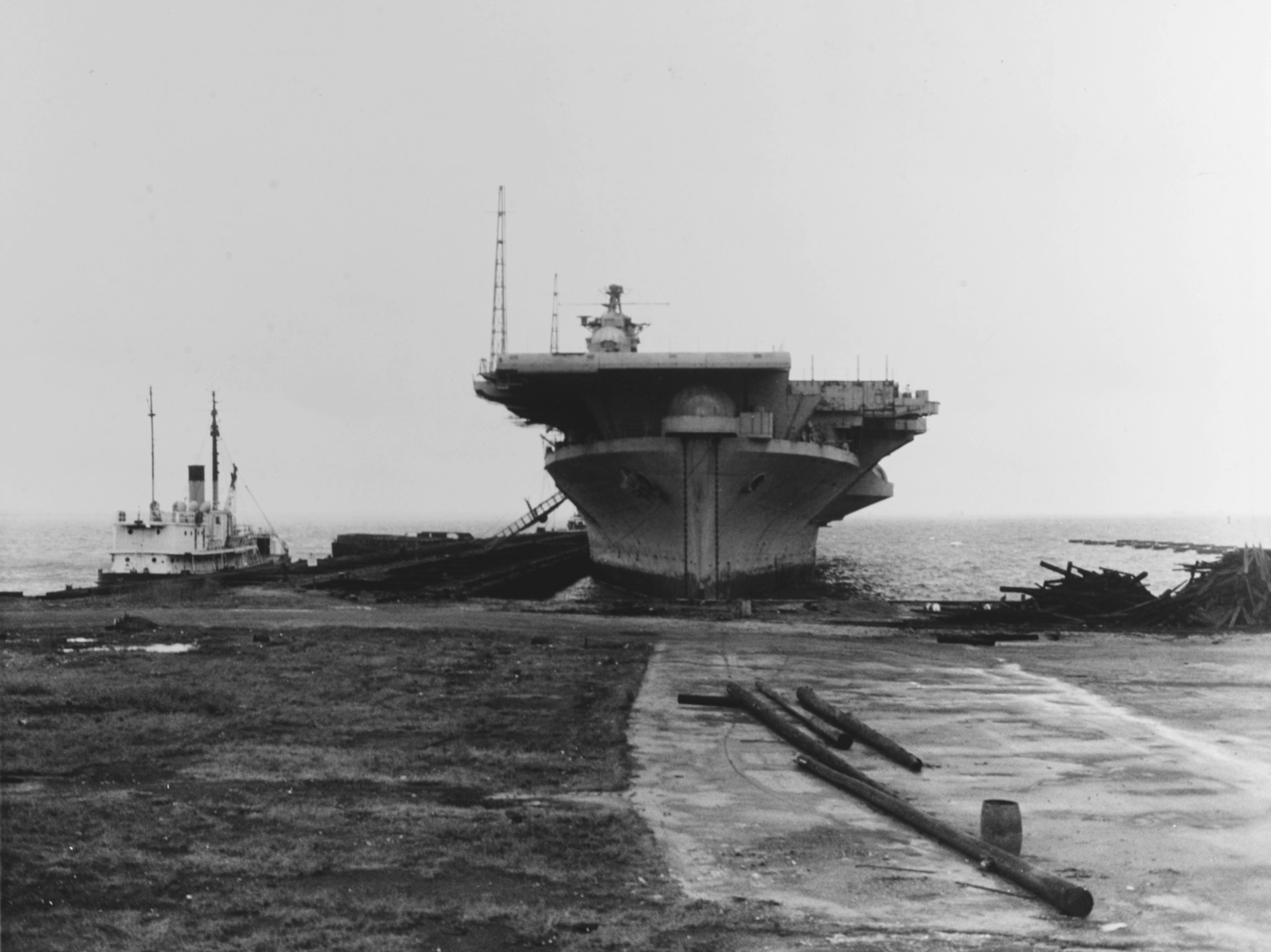
飛行甲板の一部を提供
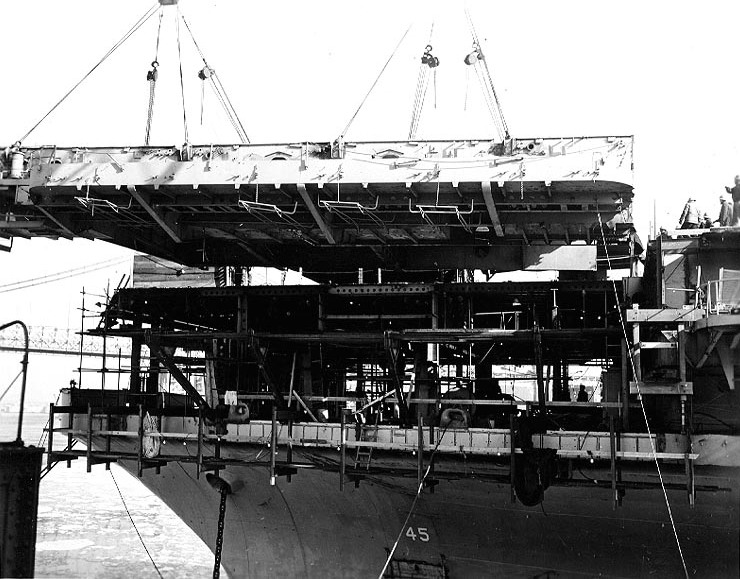
提供した部分が「ヴァリー・フォージ」に取り付けられる

### 退役

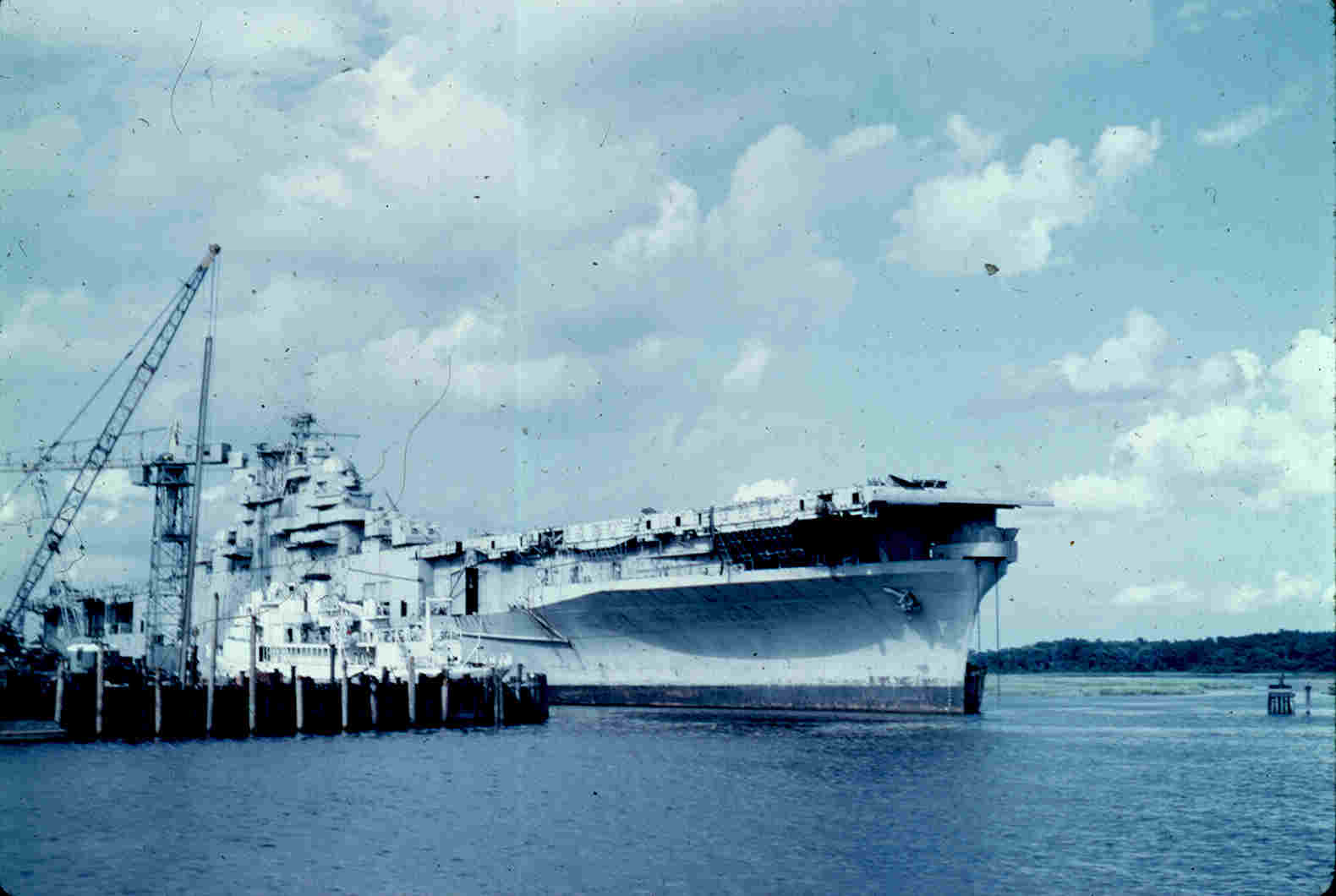
1967年、解体中の「フランクリン」

「フランクリン」は1964年10月1日に退役・除籍となった。海軍は、当初バージニア州ポーツマスのペック鉄鋼株式会社に売却したものの、艦の主機4機を再使用したいという船舶事務局からの要求でいったん再所有することとなった。その後、1966年7月27日にバージニア州チェサピークのポーツマス・サルベージ社に廃棄のため売却された。フランクリンは1966年8月1日の夜、海軍の護衛を伴いレッド・スター牽引株式会社によって出港した。
「フランクリン」は第二次世界大戦の戦功で4つの従軍星章を受章した。
後に「フランクリン」の艦名は原子力潜水艦「ベンジャミン・フランクリン (USS Benjamin Franklin, SSBN-640) 」に受け継がれた。

## 登場作品
- 『機動部隊』 - 原題『Task Force』、1949年、デルマー・デイヴィス監督、主演ゲイリー・クーパー。
- 『不沈母艦サラトガ（英語版）』 - 原題『Battle Stations』、1956年、ルイス・セイラー（英語版）監督。レキシントン級正規空母「サラトガ (USS Saratoga, CV-3)」の艦名を冠した邦題だが（1961年、ヘラルド映画、ニッポンシネマコーポレーション共同配給）、同艦の出演シーンはタイトルバック、挿入映像（57分頃）程度。実際は従軍牧師から見た「フランクリン」の活躍と損傷がモチーフになっている[2]。撮影は「プリンストン (CV-37)」など他のエセックス級航空母艦でおこなわれた。